# Spellbound (2024)
Spellbound (bra: Enfeitiçados; prt: O Feitiço) é um filme americano-espanhol de animação digital do gênero fantasia musical dirigido por Vicky Jenson a partir de um roteiro de Lauren Hynek, Elizabeth Martin e Julia Miranda, com música composta por Alan Menken, que escreveu as canções com o colaborador de longa data, Glenn Slater.  Produzido pela Skydance Animation, o filme conta com as vozes de Rachel Zegler, Nicole Kidman, Javier Bardem, John Lithgow, Jenifer Lewis, e Nathan Lane. Situado em um mundo mágico conhecido como Lumbria, a história segue a princesa Ellian, uma jovem que deve quebrar o feitiço que dividiu seu reino em dois. O filme foi lançado pela Netflix em 22 de novembro de 2024.
O projeto, intitulado Split, foi anunciado em julho de 2017, logo após a formação da Skydance Animation em março de 2017, com a Paramount Pictures como distribuidora. O filme posteriormente passou por mudanças, como adiamentos, com Jenson posteriormente anunciada como diretora, e o título do filme foi mudado para The Unbreakable Spell, antes de finalmente para seu título atual. A produção foi feita remotamente durante a pandemia de COVID-19.

## Sinopse
A história se passa em um mundo mágico conhecido como Lumbria, onde uma jovem garota, Ellian, deve quebrar o feitiço que dividiu seu reino em dois.

## Elenco
- Rachel Zegler como Princesa Ellian
- Nicole Kidman como Rainha Ellsmere
- Javier Bardem como Rei Sólon
- John Lithgow como Ministro Bolinar
- Jenifer Lewis como Ministra Nazara Prone
- Nathan Lane como O Oráculo do Sol
- André De Shields como O Oráculo da Lua
- Jordan Fisher como Callan
- Tituss Burgess

## Produção

### Desenvolvimento
Em 16 de março de 2017, a Skydance Media formou uma parceria plurianual com o estúdio de animação Ilion Animation Studios, com sede em Madrid, formando uma divisão de animação chamada Skydance Animation. Em julho, foi anunciado Split, no qual o CEO da Skydance Media, David Ellison, revelou que Linda Woolverton seria a roteirista do filme. O filme seria distribuído pela Paramount Pictures como parte de seu acordo com a Skydance Media e recebeu uma data de lançamento para algum momento de 2019. Após a contratação de John Lasseter como CCO da Skydance Animation, a então chefe da Paramount Animation, Mirielle Soria anunciou que a Paramount Animation encerraria seu trabalho informal com a Skydance.
Em 2 de abril de 2020, o compositor Alan Menken revelou que estava trabalhando com John Lasseter em um projeto para o estúdio, que mais tarde foi anunciado como sendo Split, que então foi renomeado para The Unbreakable Spell antes de se tornar Spellbound. Vicky Jenson foi anunciada como diretora, com roteiro de Lauren Hyne, Elizabeth Martin e Woolverton, com canções de Menken e do colaborador de longa data, Glenn Slater. Em julho de 2020, foi anunciado que Spellbound ainda seria lançado pela Paramount Pictures sem o nome da Paramount Animation, até que a Apple TV+ adquiriu os direitos de distribuição em dezembro de 2020 como parte de um pacto maior com a Skydance Animation. No entanto, em outubro de 2023, a Skydance Animation encerrou seu acordo com a Apple e assinou um contrato plurianual com a Netflix, que assumiria a distribuição dos futuros filmes do estúdio em produção, incluindo Spellbound.

### Escalação do elenco
Em abril de 2022, Rachel Zegler foi escalada como a personagem principal. Em junho, Nicole Kidman, Javier Bardem, John Lithgow, Nathan Lane, Jenifer Lewis, André De Shields e Jordan Fisher foram adicionados ao elenco. Em junho de 2023, Tituss Burgess se juntou ao elenco.

### Animação
A animação foi fornecida pela Skydance Animation Madrid com partes da produção feitas remotamente durante a pandemia de COVID-19.

## Lançamento
Spellbound foi lançado em 22 de novembro de 2024, pela Netflix. O lançamento original do filme seria em 2019, pela Paramount Pictures. Ele acabou sendo adiado para 11 de novembro de 2022. Em 16 de dezembro de 2020, a Apple TV+ entrou em negociações para assumir os direitos de distribuição dos filmes Luck e Spellbound.
Uma apresentação do filme foi exibida no Festival de Cinema de Animação de Annecy em junho de 2023, por Jenson e o chefe de história Brian Pimental. No mesmo mês, após perder a data de lançamento planejada, o filme foi anunciado para lançamento em 2024. Em outubro daquele ano, a Netflix assumiu os direitos de distribuição do filme, como parte de um novo acordo plurianual com a Skydance Animation, mantendo seu lançamento de 2024.

### Marketing
Em 22 de março de 2022, foi relatado que a Skydance Animation fez um contrato de vários anos com a Spin Master Entertainment para fazer brinquedos baseados no filme.